# チペワイアン
チペワイアン（Chipewyan）はカナダに住む先住民族（インディアン部族、ディネ族）のひとつである。

## 概要
マニトバ州やノースウェスト準州を含むハドソン湾周辺の北極圏地域に住んでいる。アルバータ州やサスカチュワン州に居住するグループもいる。
表面的類似性にもかかわらず、カナダ・アメリカのインディアン部族のチペワ族とは無関係である。

## 言語
チペワイアン語（Dene Suline）は、ナ・デネ語族アサバスカ諸語に属す北部アサバスカ諸語の一つ。